# 贝洛·贾布里恩·加达
贝洛·贾布里恩·加达（Bello Jibrin Gada，1954年—），尼日利亚政治家。1999年5月至2003年5月，担任索科托东部参议员。2008年12月17日，奥马鲁·亚拉杜瓦总统改组内阁后，他被任命为尼日利亚文化和旅游部长。2010年3月，代理总统古德勒克·乔纳森解散内阁，他也因此离职。

## 生平
1954年，贝洛·贾布里恩·加达出生。他曾就读于卡诺的巴耶罗大学和扎里亚的阿马杜贝洛大学。他在全尼日利亚人民党的支持下，当选为索科托东部参议员，任期为1999年5月至2003年5月。在任职期间，他曾担任少数党党鞭（Minority Whip）。后来他转投执政的尼日利亚人民民主党，担任索科托州人民民主党的主席。
2008年12月，他被任命为尼日利亚文化和旅游部长。2009年1月，加达对尼日利亚旅游发展公司给予支持，以满足尼日利亚日益增长的旅游需求。2009年12月，他出席尼日尔州明纳举行的国家艺术和文化节（National Festival of Arts and Culture, NAFEST），并表示该节日远不止是一场舞蹈盛会，而是促进国家团结的重要舞台，并展示了尼日利亚的多元文化，定能促进旅游业兴隆。
在2010年2月的新闻发布会上，加达列举了旅游部门在过去一年取得的成就，其中包括建立六个文化产业中心，在阿贝奥库塔建立非洲国际文化研究所，以及建立尼日利亚国家档案和国家博物馆委员会。他概述了未来计划，如增加公共与私人伙伴关系，以及恢复和重建被遗弃或破旧的博物馆和档案馆项目。2010年3月，加达为尼日利亚旅游协会联合会各委员会举行就职典礼，鼓励尼日利亚与其他非洲旅游强国接轨。次月，随着代理总统古德勒克·乔纳森解散内阁，他也随之离职。